# Alien Breed 2: Assault
Alien Breed 2: Assault ist eine Action-Computerspiel, erschienen im Jahr 2010 von Team17. Das Spiel erschien am 22. September 2010 für die Xbox 360, Microsoft Windows und PlayStation 3. Es kam November 2010 eine Fortsetzung mit dem Titel Alien Breed 3: Descent.

## Inhalt
Der Chefingenieur Conrad versucht sein Raumschiffs „Leopold“ neu zu starten, da es in ein feindliches Schiff gekracht ist. Da dies fehlschlägt, geht die Androidin Mia an Bord des feindlichen Schiffs und Conrad muss sie zur Brücke eskortieren, wo sie sich in die Computer des Schiffs hacken und die Motoren neu starten. Bei der Ankunft stellt Mia fest, dass sie sich mit dem Hauptcomputer des Schiffes verbinden muss.
Die künstliche Intelligenz des Schiffes tötet dann Mia. Die künstliche Intelligenz entpuppt sich als Chief Science Officer des Schiffes, der zur KI wurde, um Unsterblichkeit zu erlangen. Es zeigt dann, dass das Schiff ein 300 Jahre altes wissenschaftliches Forschungsschiff von der Erde ist, das verschwunden ist und, dass der Chief Science Officer für die Erschaffung der Außerirdischen verantwortlich ist. Conrad macht sich dann daran, die KI zu zerstören, um die Motoren seines Schiffes neu zu starten. Das Spiel endet mit einem Cliffhanger.

## Spielprinzip
Alien Breed 2: Assault ist ein Third-Person-Shooter, der in einem futuristischen Raumschiff spielt und aus einer isometrischen Perspektive gespielt wird. Der Spieler steuert die Hauptfigur Conrad und wird mit einer Reihe von Missionen beauftragt. Während er diese Missionen erfüllt, trifft der Spieler auf eine Vielzahl außerirdischer Feinde, die der Spieler besiegen muss. Um diese Außerirdischen zu bekämpfen, wird dem Spieler eine Reihe verschiedener Waffen zur Verfügung gestellt, die verbessert werden können. Munition und Gegenstände wie Med Kits können nur über Computerterminals bezogen werden, die auch als Speicherpunkte dienen. Jeder Level verfügt über eine Reihe von Datenblöcken, die relevante Informationen über die Geschichte des Spiels enthalten.

## Rezeption
Alien Breed 2: Assault erhielt gemischte Kritiken von Kritikern. Auf Metacritic hat das Spiel 63/100 für die PC-Version, 69/100 für die PlayStation-3-Version basierend und 67/100 bei der Xbox 360. IGN gab eine positive Bewertung des Spiels ab und sagte: „es ein kleines Spiel ist, das sich beim Spielen groß anfühlt, eine lobenswerte Leistung für einen 10-Dollar-Titel“. GamingXP gab auch eine positive Bewertung ab und erklärte: „es ist eine großartige Fortsetzung von Alien Breed: Evolution und im Vergleich zu seinem Vorgänger hat es sich in Bezug auf Grafik und Gameplay verbessert“.